# Традиционная экономика
Традицио́нная (патриарха́льная) эконо́мика —  экономическая система, при которой традиции и обычаи определяют практику использования ограниченных ресурсов. 
Традиционная экономика является самой древней. При традиционной экономике земля и капитал находятся в общем владении, а основные экономические проблемы общества — что, как и для кого производить — решаются, главным образом, на основе традиционных родоплеменных или полуфеодальных иерархических связей между людьми.

## Определение
Согласно К. Р. Макконнеллу и С. Л. Брю традиционная экономика определяется как экономика с традиционными, основанными на обычаях, устоями. Экономика имеет свои отличительные черты. Данный тип экономики сохранился в слаборазвитых и индустриально развивающихся странах, в которых ярко выражен социоэкономический застой, где общество стремится сохранить статус-кво.

## Свойства традиционной экономики
Отличительные черты традиционной экономики:
- характерно натуральное хозяйство;
- примитивные технологии, а то и вовсе ограничены, если они вступают в противоречия с местными традициями;
- развит процесс обмена товарами и услугами (торгового бартера);
- наследственность и кастовая принадлежность определяют экономические роли людей;
- преобладание ручного труда;
- члены экономических отношений объединены в крепкую социальную сеть;
- ключевые экономические проблемы решаются в соответствии с обычаями;
- религиозные и культурные ценности первичны по отношению к экономической деятельности.

Для традиционной экономики характерно малопроизводительное фермерство, охота и собирательство — нет регулярных излишков пищи, и поэтому торговля не носит постоянный характер. Подобный тип экономической системы характерен для первобытного общества, однако продолжает сохраняться и сейчас в сельскохозяйственных зонах южной Америки, Азии и Африки и других регионах Земли. В современных условиях заметна роль иностранного капитала, особенно в развитии инфраструктуры и социальной поддержки бедняков.

## Черты традиционной экономики в современных экономиках
Некоторые исследователи (например, Эрнандо де Сото в своей книге «Другой путь»), называют широкий круг примитивной неформальной экономики, процветающей во многих развивающихся странах, традиционной экономикой.